# المقدونيون في كرواتيا
المقدونيون في كرواتيا (بالكرواتية: Makedonci u Hrvatskoj، بالمقدونية: Хрватски Македонци) يشيرون إلى مجموعة من الأشخاص المنتمين إلى العرق المقدوني والذين يقيمون بشكل دائم في كرواتيا ويحملون جنسيتها باعتبارهم مواطنين. وفقاً للإحصاء الرسمي لعام 2011 ، هناك 4138 من المقدونيين في كرواتيا. وهم معترف بهم كأقلية قومية أصيلة، وعلى هذا النحو ينتخبون ممثلاً خاصاً في البرلمان الكرواتي، يتقاسمه أعضاء من أربع أقليات قومية أخرى.